# Silnice D36
Silnice D36 (chorvatsky Državna cesta D36) je státní silnice v Chorvatsku. Je dlouhá 107,8 km a prochází Karlovackou, Záhřebskou a Sisacko-moslavinskou župou. Většina silnice prochází kolem řeky Kupy. Slouží především k mimodálničnímu spojení mezi Karlovacem a Sisakem, dále pak s městem Popovača a opčinami Pisarovina a Pokupsko. Dalším využitím je objížďka Záhřebu a problematické mýtnice Lučko na dálnici A1, před níž jsou zejména v letní turistické sezóně běžné dlouhé dopravní zácpy.
Povrch silnice D36 je poměrně nekvalitní, a to především v úseku mezi Pisarovinou a vesnicí Stari Farkašić. Jde o jednu z mála chorvatských státních silnic, které stále mají makadamový povrch. V roce 2018 byly provedeny opravy silnice a náhrada makadamu za asfalt v šest kilometrů dlouhém úseku mezi vesnicemi Orleković a Pokupsko. Opravy stály dohromady šest milionů chorvatských kun. V roce 2024 bylo rozhodnuto, že bude mezi březnem a červencem opraven zbývající makadamový úsek mezi vesnicemi Hotnja a Orleković. Díky této opravě již bude silnice po celé délce asfaltovaná.
V současnosti je plánována změna trasy silnice tak, že nebude začínat u Karlovace, nýbrž ve vesnici Donja Zdenčina v opčině Klinča Sela a bude spojovat exit 1b na dálnici A1 s Pisarovinou, přičemž tuto funkci má momentálně župní silnice Ž3106.

## Průběh
Silnice D36 začíná na křižovatce peáže silnic D1 a D3 a exitu 3 na dálnici A1 v severní čtvrti Banija ve městě Karlovac, přičemž silnice D36 navazuje na peáž těchto silnic, kdežto obě silnice pokračují po jiné trase jako rychlostní. Do Karlovace pokračuje župní silnice Ž3148, kdežto silnice D36 odbočuje na východ a přes čtvrť Gradac město Karlovac opouští. Silnice dále pokračuje na východ a probíhá kolem povodí řeky Kupy a přes vesnice, které ji obklopují, jako je Rečica, Luka Pokupska, Zamršje, Blatnica Pokupska, Koritinja a Šišljavić. Za Šišljavićem se nachází most přes řeku Kupčinu a silnice opouští Karlovackou župu a pokračuje do Záhřebské župy.
Dále silnice prochází přes vesnici Donja Kupčina, míjí skupinu Pisarovinských sportovních rybníků, opouští okolí řeky Kupy a dosahuje vesnice Pisarovina, která je střediskem stejnojmenné opčiny. V Pisarovině se nachází křižovatka s župními silnicemi Ž3106 (mířící na severozápad) a Ž3108 (mířící na severovýchod). Silnice D36 na této křižovatce pokračuje na jihovýchod směrem zpět k řece Kupě. Silnice pokračuje jižně, ale v osadě Jamnička Kiselica (část Pisaroviny) nepokračuje na jih přes řeku Kupu do opčiny Lasinja (tam pokračuje župní silnice Ž3152), ale odbočuje doleva na východ do vesnice Gradec Pokupski. V této části je silnice velmi nekvalitní a vede v těsné blízkosti řeky Kupy, přičemž je řeka z této vzdálenosti velmi dobře viditelná. Silnice dále pokračuje kolem řeky Kupy přes vesnici Lijevo Sredičko a osadu Skender Brdo (součást vesnice Lukinić Brdo, kterou silnice D36 míjí). Silnice míjí vesnici Lijevi Štefanki a prochází přes vesnici Cerje Pokupsko. V krátkém úseku mezi Pokupskem a vesnicí Cvetnić Brdo vytváří silnice D36 peáž se silnicí D31. Na východě Pokupska se silnice D36 z peáže odpojuje a pokračuje dál podél řeky Kupy, kdežto silnice D31 pokračuje dále na jih. Silnice dále prochází přes lesy a není zde velké množství vesnic. První osadou jsou Hrtići (součást Pokupska), další je Orleković (součást vesnice Pokupsko Vratečko, kterou silnice D36 míjí). První oficiální vesnicí je Stari Farkašić, který je od Pokupska vzdálen asi 13 km. V tomto úseku rovněž silnice opouští Záhřebskou župu a pokračuje do Sisacko-moslavinské župy.
Silnice prochází opčinou Lekenik, nikoliv však jejím správním střediskem, nýbrž vesnicemi, které pod ni spadají. Pokračuje stále v okolí řeky Kupy, přes vesnice Stari Farkašić, Stari Brod a Letovanić. Ve vesnici Žažina se opět nachází krátká peáž se silnicí D30, přičemž silnice D36 poté pokračuje dále na východ. Prochází přes vesnice Sela, Stupno a Odra Sisačka a dále prochází městem Sisak. Před vstupem do města překonává silnice řeku Odru. Nachází se zde křižovatka s kruhovým objezdem se silnicí D37. Zde silnice D36 pokračuje rovně, ale později odbočuje na jih a vede přímo kolem centra Sisaku. Ve čtvrti Vrbina pokračuje silnice D36 doprava a překonává pomocí mostu Galdovo řeku Sávu. Nedaleko se též vlévá řeka Kupa do Sávy, takže tímto silnice D36 její okolí včetně města Sisak opouští. Dále silnice pokračuje přes čtvrť Galdovo a dále přes vesnice Budaševo a Novo Selo Palanječko. Silnice pokračuje na severovýchod, překonává řeku Lonju, prochází vesnicemi Stružec a Potok a překonává pomocí mostu dálnici A3. Na silnici se v tomto místě též z dálnice napojuje exit 8. Silnice D36 pokračuje do města Popovača a v jeho centru končí. Napojuje se na trasu župní silnice Ž3124, vedoucí z vesnice Novoselec (součást opčiny Križ) do Popovači a z Popovače dále až do měst Kutina a Novska.

## Sídla
Silnice prochází přes následující sídla: Karlovac, Gradac, Rečica, Luka Pokupska, Zamršje, Blatnica Pokupska, Koritinja, Šišljavić, Donja Kupčina, Pisarovina, Jamnička Kiselica, Gradec Pokupski, Lijevo Sredičko, Skender Brdo, Lijevi Štefanki, Cerje Pokupsko, Pokupsko, Hrtići, Orleković, Stari Farkašić, Stari Brod, Letovanić, Žažina, Sela, Stupno, Odra Sisačka, Sisak, Galdovo, Budaševo, Novo Selo Palanječko, Stružec, Potok a Popovača.